# Starý Plzenec
Starý Plzenec (deutsch Altpilsen) ist eine Stadt im Okres Plzeň-město, Tschechien. Sie liegt elf Kilometer südöstlich des Stadtzentrums von Pilsen an der Úslava.

## Geographie

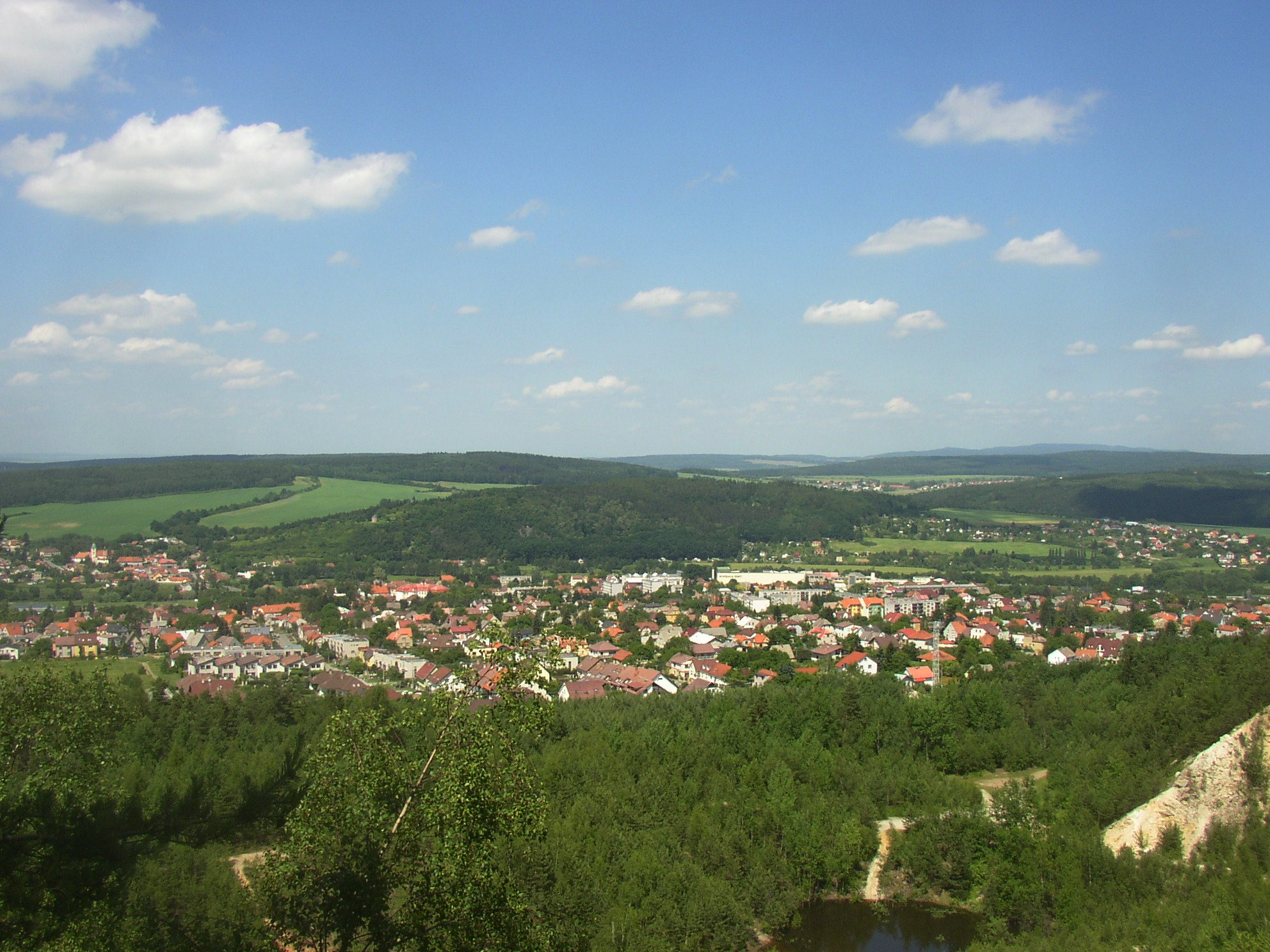
Gesamtansicht

Der Ort befindet sich in 343 m ü. M. am linken Ufer der Úslava. Hausberg der Stadt ist der 560 m hohe Kegel des Radyně mit der Ruine der Burg Radyně (Karlskrone) im Südwesten. Im Norden der Stadt erhebt sich der 431 m hohe Hůrka, auf dem sich die Reste der frühmittelalterlichen Burg Pilsen befinden.
Nördlich verläuft die Trasse der Autobahn D 5 / Europastraße 50. Durch den Ort führt die Eisenbahnstrecke von Pilsen nach Budweis.
Nachbarorte sind Letkov im Norden, Tymákov im Nordosten, Sedlec und Lhůta im Osten, Šťáhlavy und Losiná im Süden, Černice und Bručná im Westen sowie Koterov im Nordwesten.

## Geschichte

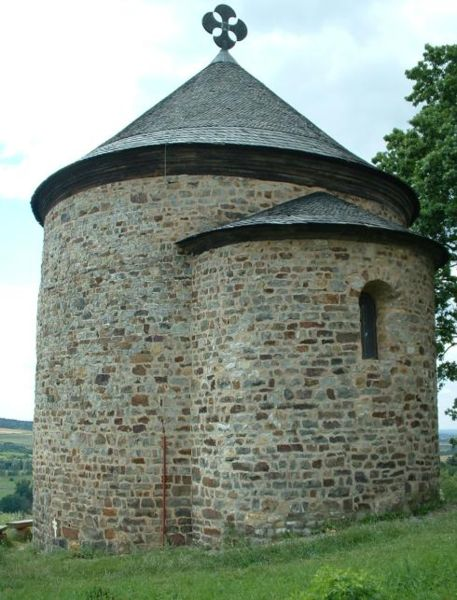
St. Peter und Paul Rotunde der frühmittelalterlichen Burg

Die erste urkundliche Erwähnung stammt von Thietmar von Merseburg aus dem Jahre   976  (proelium ad Pilisin), anhand welcher Boleslav II. unter der Burg eine bayerische Armee schlug. Die Siedlung mit der Burg Pilsen, das bedeutendste frühmittelalterliche Wirtschafts- und Verwaltungszentrum der Přemysliden in Westböhmen, entstand im 10. Jahrhundert am Übergang der Fernstraße von Prag nach Regensburg über die Úslava. Im 13. Jahrhundert ist ein misslungener Versuch einer hochmittelalterlichen Stadtneugründung archäologisch belegt. Einige Jahre später wurde dann um 1295 die Stadt Neu Pilsen etwa 10 Kilometer stromabwärts der Úslava angelegt. Die Siedlung wurde danach als Alt Pilsen bezeichnet (1333: Antiqua Pilzna, 1442: w Starem Plzenczy). 1266 besaß die Siedlung acht Kirchen, die dem Patronat des Klosters Chotěšov unterstellt wurden.
Mit der Stadtgründung von Pilsen verlor Altpilsen seine Bedeutung. 1361 ließ Karl IV. die Burg Radyně erbauen. Bis ins 15. Jahrhundert unterstand die Stadt der böhmischen Krone und wurde dann an verschiedene Adelsfamilien verliehen. Im 18. Jahrhundert war von der früheren Bedeutung und den alten Privilegien von Plzenec nicht mehr viel verblieben und der Ort sank zum Dorf herab. Erst 1845 wurde Starý Plzenec wieder zum Marktflecken und 1902 zur Stadt erhoben.
1871 entstand eine Brauerei, die 1964 zur Sektkellerei Bohemia umgebaut wurde. Die Stadt gehörte bis zum 31. Dezember 2006 zum Okres Plzeň-jih.

## Wirtschaft

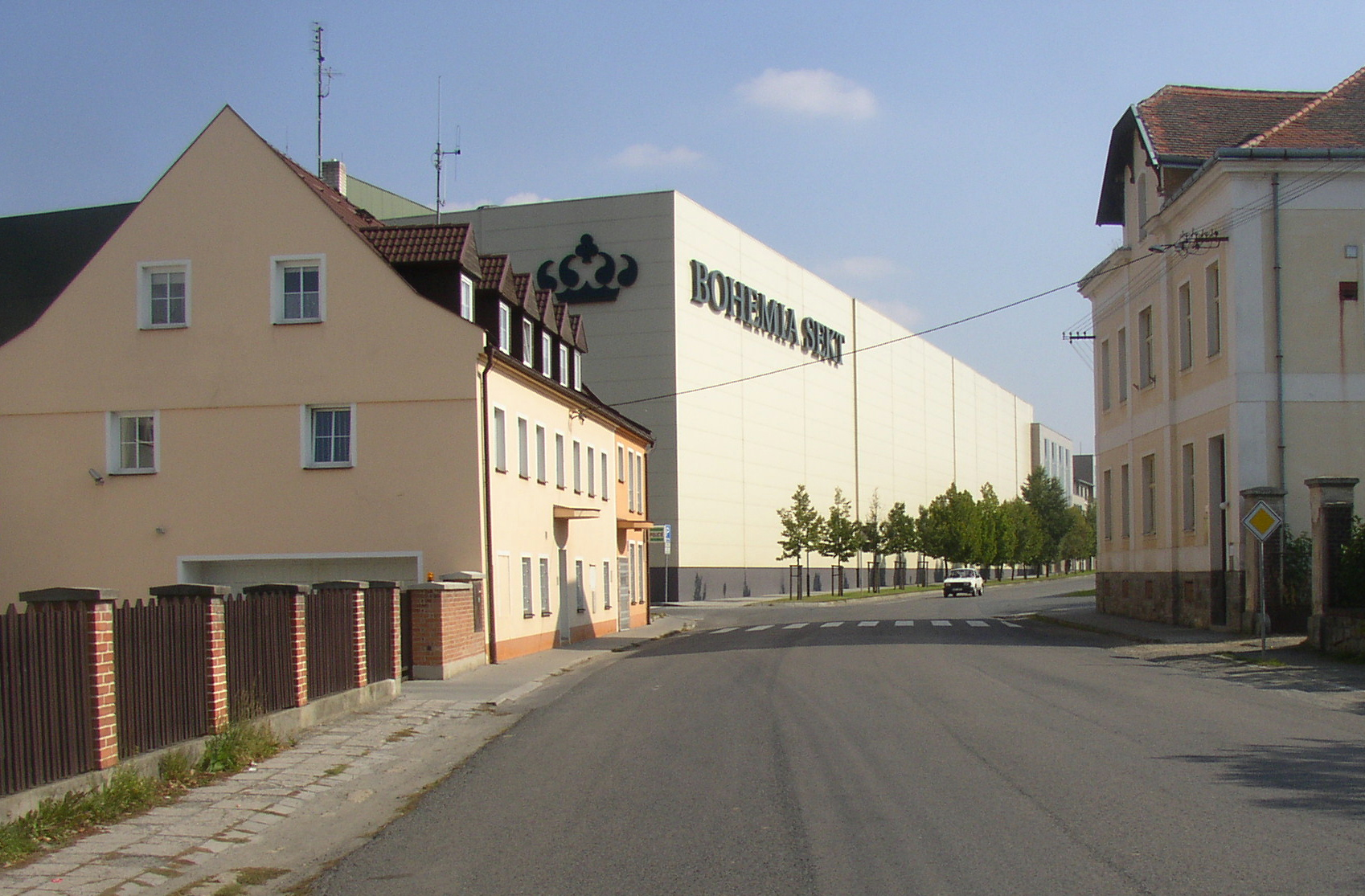
Bohemia-Sektfabrik

Starý Plzenec ist der Sitz der größten Wein- und Sektkellerei Tschechiens. Die Aktienmehrheit des Unternehmens Bohemia Sekt hält seit 1999 die Henkell & Söhnlein KG. 2005 wurde die Bohemia Sekt mit dem Erwerb der Marken Pražská Vodka, Nordic Ice und Silver Ice auch tschechischer Marktführer bei Wodka.

## Gemeindegliederung
Zur Stadt Starý Plzenec gehört der rechts der Úslava gelegene Ortsteil Sedlec (Sedletz) sowie die ebenfalls jenseits des Flusses am Fuße des Hůrka befindliche Ortslage Malá Strana im Norden.

## Sehenswürdigkeiten
- Reste der frühmittelalterlichen Verwaltungsburg Pilsen auf dem Hügel Hůrka
- Die St. Peter und Paul Rotunde auf dem Hügel Hůrka aus der zweiten Hälfte des 10. Jh. ist das älteste stehende Bauwerk in Westböhmen. Es ziert auch die Fahne des Plzeňský kraj.
- Kirche Mariä Geburt, das romanische Gotteshaus wurde im 14. Jahrhundert neu gestaltet
- Kirche St. Johann Baptista, im romanischen Stil errichtet und im 14. Jahrhundert umgestaltet
- Rathaus, erbaut in der zweiten Hälfte des 19. Jahrhunderts
- Bauten im böhmischen Bauernbarock
- Ruine der Burg Radyně (Karlskrone)

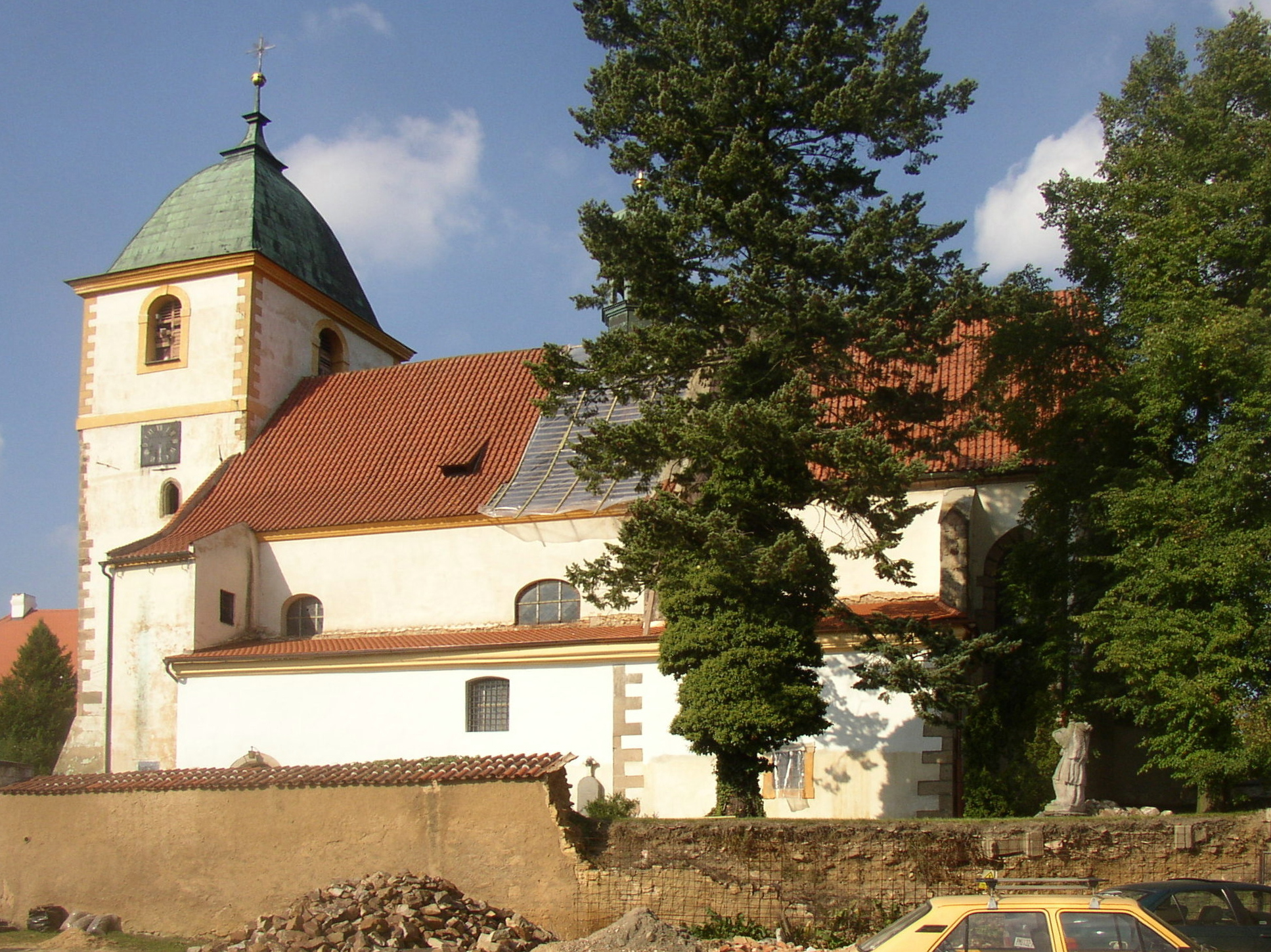
Kirche Mariä Geburt
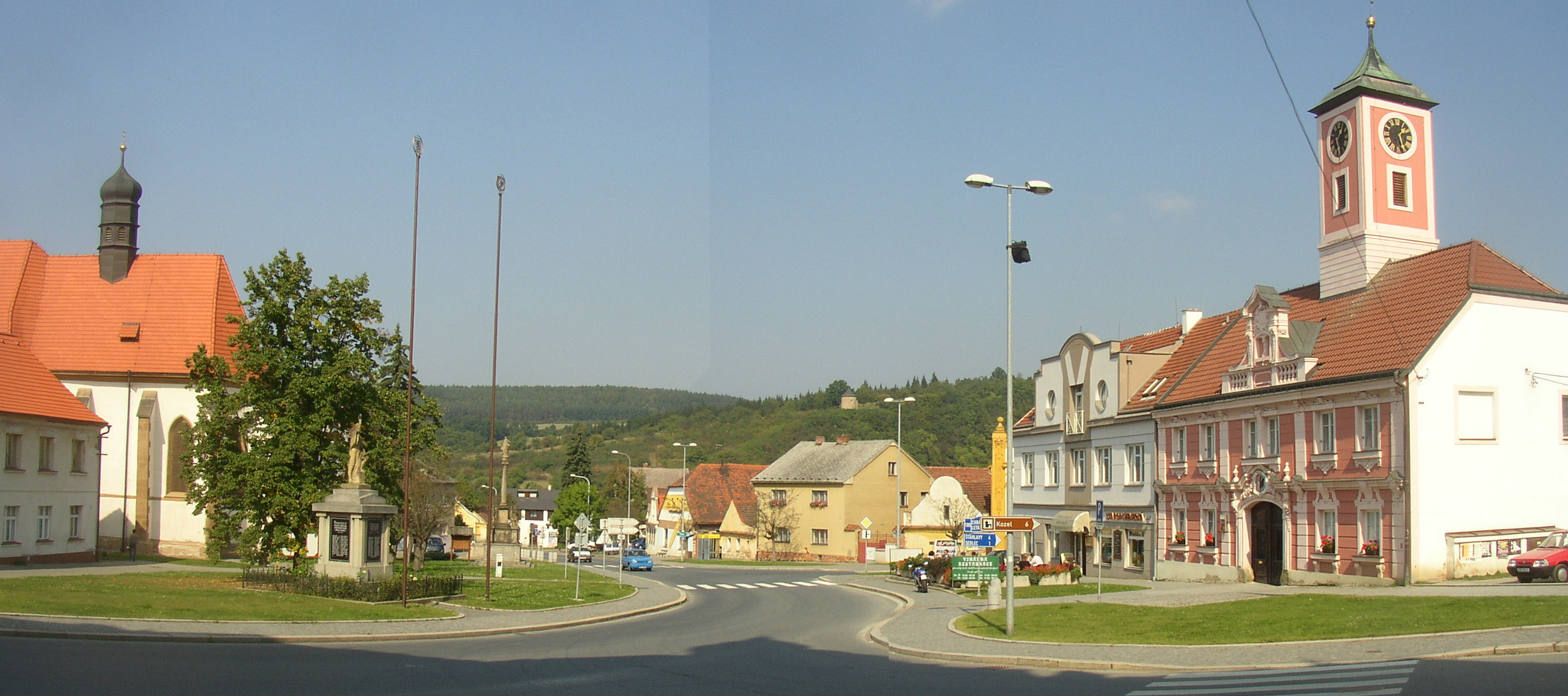
Masaryk-Platz
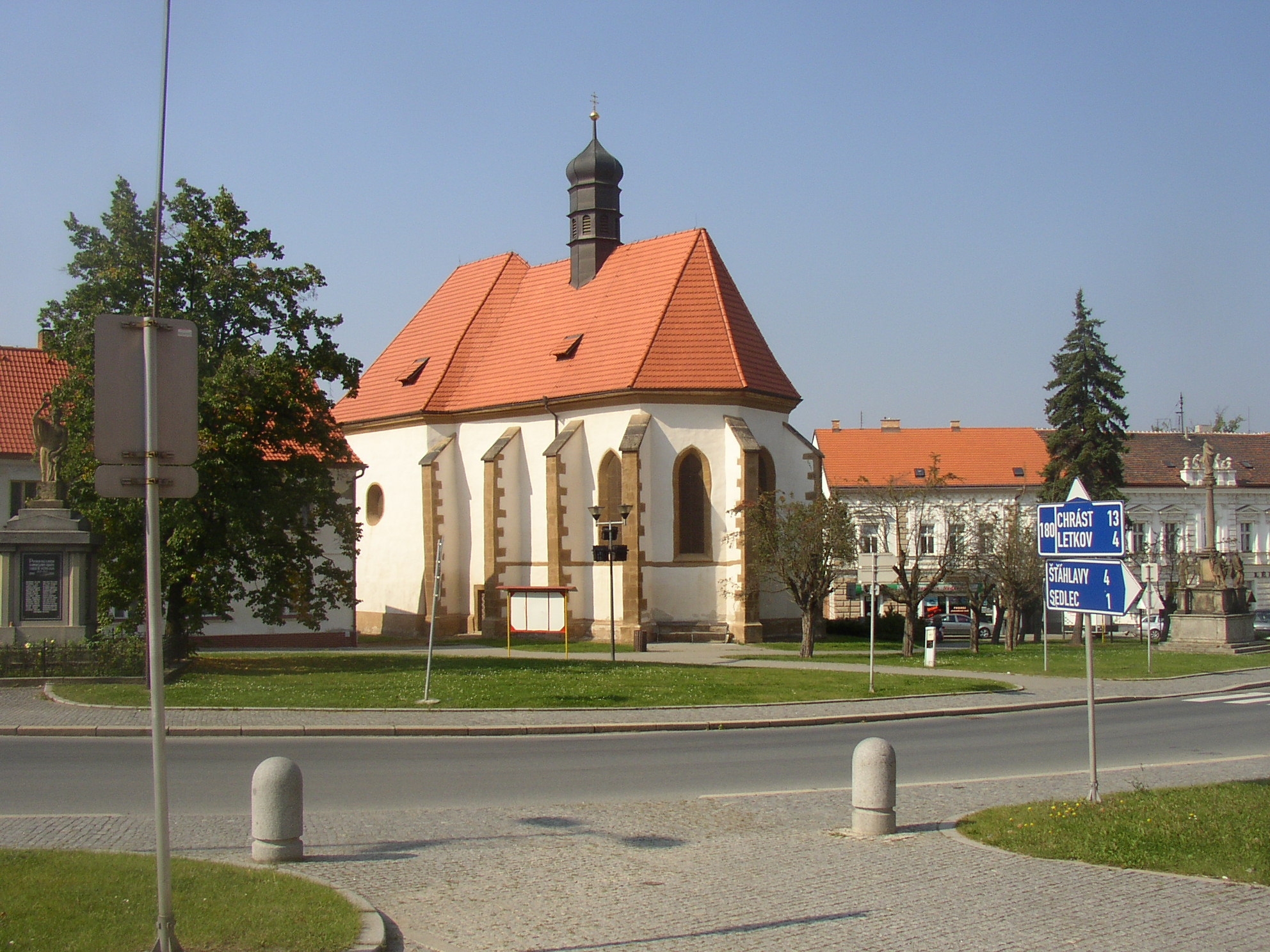
Kirche des Hl. Johannes des Täufers
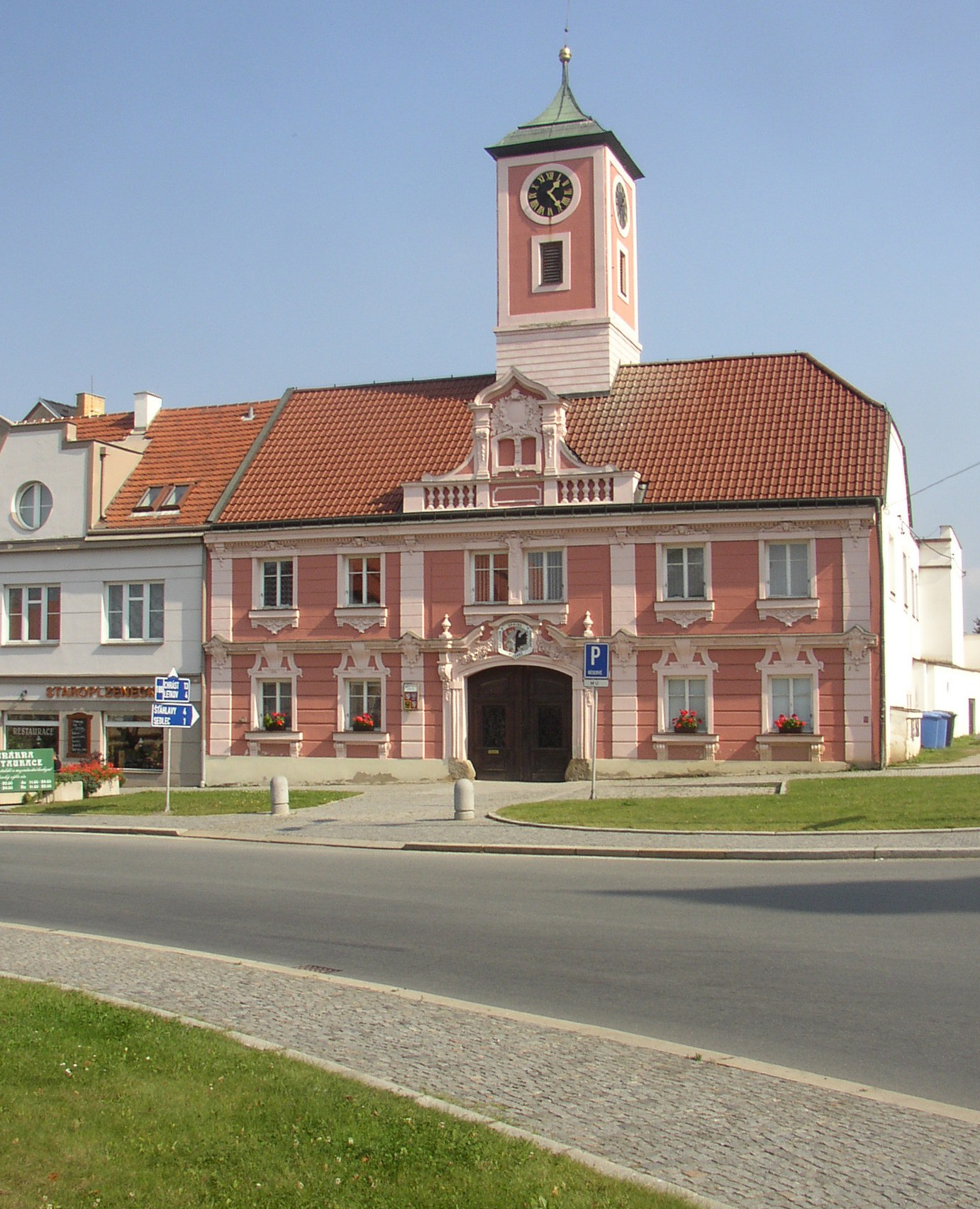
Rathaus